# دافيد بيترزكيفيتس
دافيد بيترزكيفيتس (بالبولندية: Dawid Pietrzkiewicz)‏ (9 فبراير 1988 في بولندا - ) هو لاعب كرة قدم بولندي في مركز حراسة المرمى. شارك مع منتخب بولندا تحت 19 سنة لكرة القدم. أما مع النوادي، فقد لعب مع بانيك أوسترافا وبولونيا وارسو ونادي قبله وسیمرغ زاقاتالا ‏ وNK Primorje ‏ وStal Sanok ‏.

## روابط خارجية
- دافيد بيترزكيفيتس على موقع قاعدة بيانات كرة القدم.إي يو (الإنجليزية)
- دافيد بيترزكيفيتس على موقع Soccerway.com (الإنجليزية)
- دافيد بيترزكيفيتس على موقع AS.com (الإسبانية)